# Сечовипускання

Процес сечовипускання чоловіка з відведеною за голівку члена крайньою плоттю

Сечовипуска́ння, сечови́ділення (розм. дзюрення) — процес виведення сечі з організму (з сечового міхура) людини й тварини.

## Фізіологічні особливості сечовипускання
Сечовипускання — спинномозковий рефлекс, що регулюється вищими мозковими центрами.
Акт сечовиділення реалізується завдяки тому, що еферентні імпульси зі спінального центру по парасимпатичних нервових волокнах досягають сечового міхура і сечовипускного каналу, одночасно забезпечуючи скорочення гладких м'язів стінки сечового міхура і розслаблення двох сфінктерів — шийки сечового міхура і сечовипускного каналу.
Під час акту сечовипускання м'язи промежини й зовнішній сфінктер уретри розслабляються, детрузор скорочується і сеча виштовхується з уретри. Механізм довільного сечовипускання до кінця не з'ясований. Насамперед розслаблюються м'язи тазового дна. М'язи промежини й зовнішній сфінктер уретри можуть довільно скорочуватись, запобігаючи проходженню сечі по уретрі або перериваючи акт сечовипускання, якщо він почався.
Інтеграція рефлексу відбувається в крижових сегментах спинного мозку. У дорослої людини об'єм рідини в сечовому міхурі, що запускає цей рефлекс, становить близько 200…300 мл. Симпатичні нерви сечового міхура не беруть участі в акті сечовипускання, але ініціюють скорочення детрузора, що запобігає потраплянню сперми в сечовий міхур під час еякуляції. Поріг рефлексу сечовипускання, подібно до всіх рефлексів розтягу, залежить від реципрокної діяльності збуджувальних та гальмівних центрів у стовбурі головного мозку.
Частота сечовипускання у людини в нормі становить 3–4 рази на добу. Часте сечовипускання є наслідком споживання великої кількості рідини, а також запалення сечовивідних шляхів.

## Способи
Через різне розташування сечівника у тілі самці й самиці тварин, чоловіки та жінки часто використовують різні способи сечовипускання.

### Чоловіче сечовипускання
Більшість чоловіків надають перевагу сечовипусканню стоячи, коли інші — сидячи або навприсядки. Чоловікам старшого віку зі збільшеною простатою сечовипускання сидячи може облегшити процес, а у здорових чоловіків не було виявлено різниці в можливості до сечовипускання. Чоловікам рекомендується зсовувати крайню плоть з голівки члена (хоча б до моменту, коли вона вже не покриває отвір сечівника) для сечовипускання, щоб зменшити ризик інфекцій.

### Жіноче сечовипускання

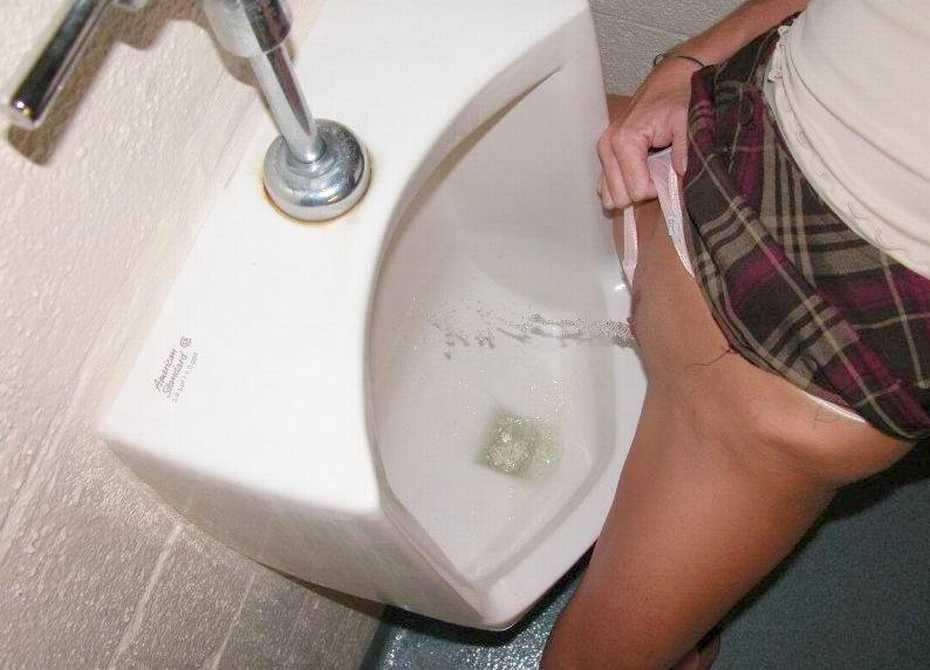
Процес сечовипускання жінки у пісуар стоячи

Переважно жінки проводять сечовипускання сидячи або навприсядки, проте сечовипускання стоячи й навіть в одязі також є можливим у жінок. Для більшої керованості й потужності струменя стоячи жінці потрібно розвести малі статеві губи пальцями, (також, деколи, задля запобігання розбризкування сечі може знадобитись легке переміщення малих статевих губ пальцями угору — в сторону голівки клітора) щоб вони не заважали руху сечі, і надалі пальцями можна скеровувати струмінь, також керованості може сприяти нахил тулуба назад. Такий спосіб сечовипускання є звичним для жінок у різних регіонах Африки і Лаосу. Геродот описав подібний звичай у стародавньому Єгипті. Іншим способом сечовипускання стоячи для жінок є використання певних, призначених для полегшення цієї цілі, засобів.

## У мистецтві
У мистецтві часто можна зустріти образ «пісяючий хлопчик» або «Маннекен Піс», що зображає хлопчика в момент сечовипускання.

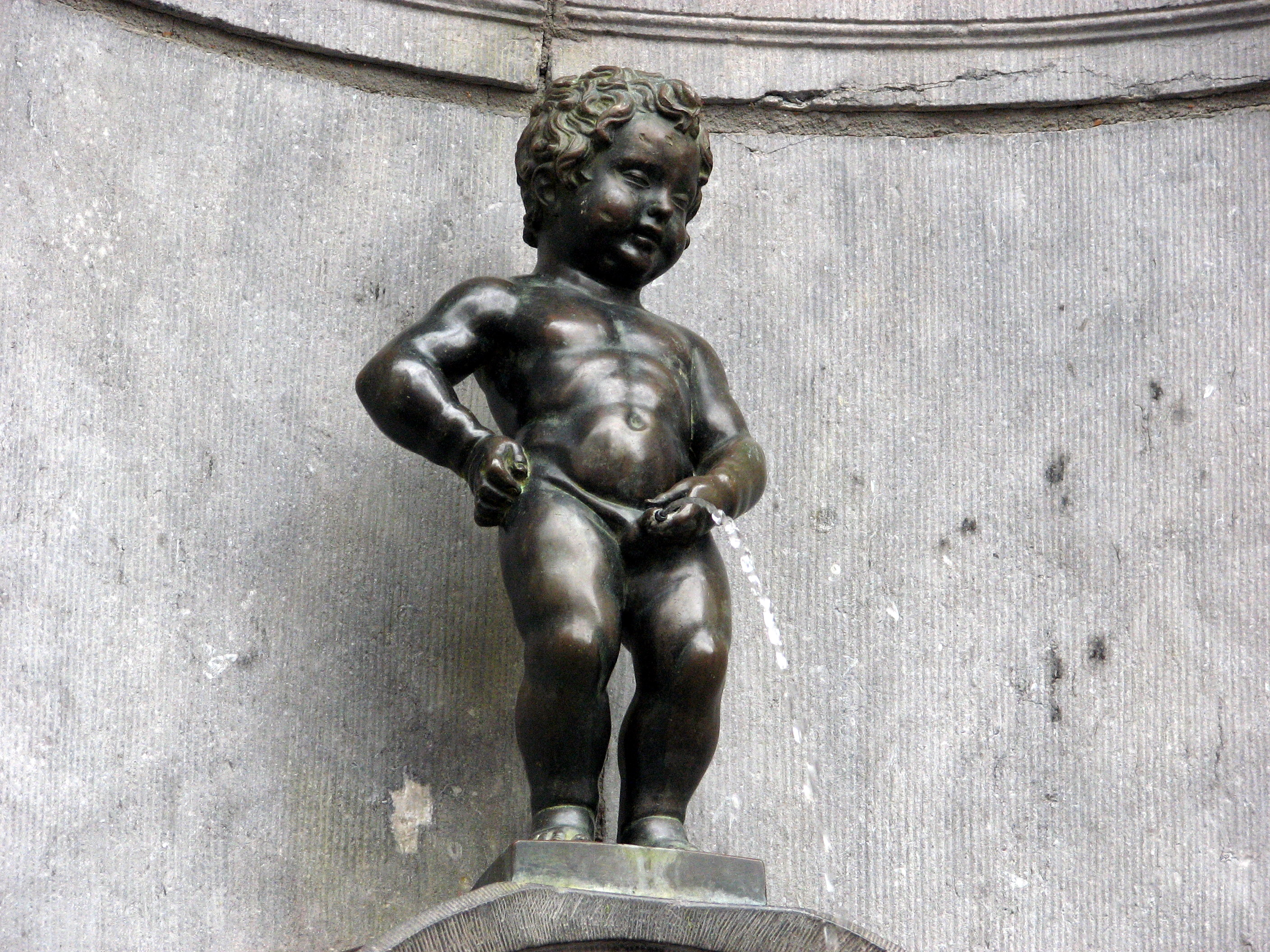
Фонтан «Пісяючий хлопчик» у Брюсселі